# Igrište (miasto Leskovac)
Igrište (cyr. Игриште) – wieś w Serbii, w okręgu jablanickim, w mieście Leskovac. W 2011 roku liczyła 258 mieszkańców.